# 千葉胤正
千葉 胤正（ちば たねまさ）は、平安時代末期から鎌倉時代初期にかけての武将。千葉氏第4代当主。第3代当主・千葉常胤の長男。母は秩父重弘の娘。

## 略歴
通称は千葉新介。治承4年（1180年）、源頼朝の挙兵に際して父と共に頼朝に従って参戦する。養和元年（1181年）4月、胤正は頼朝の寝所を警護する11名の内に選ばれた（『吾妻鏡』養和元年4月7日条）。
文治5年（1189年）の奥州合戦にも参戦して武功を挙げた。翌年に奥州藤原氏の残党・大河兼任が反乱したときには、この鎮圧に当たって功を挙げた。建久元年（1190年）に頼朝が上洛した際、右近衛大将拝賀の布衣侍7人の内に選ばれて参院の供奉をした。
生没年は詳しく分かっておらず、通説は建仁3年7月20日に63歳で没したとされている（『千学集抄』『千葉大系図』）。だが、建仁2年7月7日に67歳で没したとする説もある（『本土寺過去帳』）。いずれにしても、建仁元年に没した父の後を追うように死去したものと思われる（なお、『吾妻鏡』によればすぐ下の弟相馬師常は元久元年（建仁4年から改元）11月15日に67歳で没している）。家督は子の成胤が継いだ。